# Municipio de Fletcher (condado de Misisipi)
El municipio de Fletcher (en inglés: Fletcher Township) es un municipio ubicado en el condado de Misisipi en el estado estadounidense de Arkansas. En el año 2010 tenía una población de 1647 habitantes y una densidad poblacional de 10,22 personas por km².

## Geografía
El municipio de Fletcher se encuentra ubicado en las coordenadas 35°46′34″N 89°53′45″O / 35.77611, -89.89583. Según la Oficina del Censo de los Estados Unidos, el municipio tiene una superficie total de 161.19 km², de la cual 155,97 km² corresponden a tierra firme y (3,24 %) 5,22 km² es agua.

## Demografía
Según el censo de 2010, había 1647 personas residiendo en el municipio de Fletcher. La densidad de población era de 10,22 hab./km². De los 1647 habitantes, el municipio de Fletcher estaba compuesto por el 43,53 % blancos, el 52,58 % eran afroamericanos, el 0,73 % eran amerindios, el 0,18 % eran asiáticos, el 1,76 % eran de otras razas y el 1,21 % eran de una mezcla de razas. Del total de la población el 4,13 % eran hispanos o latinos de cualquier raza.